# Kadré Désiré Ouédraogo
Pour les articles homonymes, voir Ouedraogo.
 (novembre 2020).
Kadré Désiré Ouédraogo, né le 31 décembre 1953 à Boussouma, est un homme d’État burkinabé. Premier ministre de 1996 à 2000 et président de la Commission de la Communauté Économique des États de l'Afrique de l'Ouest (CEDEAO), Il a occupé de hautes fonctions économiques et politiques.

## Biographie

### Études
En 1972, Kadré Désiré Ouédraogo obtient le baccalauréat série C (mathématiques et sciences physiques) avec la mention « bien » au lycée Philippe-Zinda-Kaboré de Ouagadougou.
Après des études de mathématiques supérieures en classes préparatoires aux grandes écoles effectuées au Lycée du Parc à Lyon en France, il sera admis en 1974 simultanément au concours d’entrée de cinq grandes écoles françaises dont l'École des hautes études commerciales de Paris (HEC) à Paris. Il choisit HEC Paris, dont il obtient le diplôme en 1977. Kadré Désiré Ouédraogo est également titulaire du diplôme d’études économiques générales et de la licence es-sciences économiques de l’Université de Paris I (Panthéon-Sorbonne) avec la mention « Économie Publique et Politique Économique ».

### Carrière professionnelle
Rentré au Burkina à la fin de ses études en France, Kadré Désiré Ouédraogo est engagé en octobre 1977 comme conseiller des affaires économiques au ministère du Commerce et du Développement industriel.
Kadré Désiré Ouédraogo a assuré pendant quatre ans, entre 1978 et 1984, le cours de comptabilité analytique et de gestion prévisionnelle à l'université de Ouagadougou (Institut universitaire de Technologie). En 1980, il rejoint le CEAO (Comité économique de l’Afrique de l’Ouest - aujourd'hui CEDEAO) comme cadre financier à la division financière du FOSIDEC à Ouagadougou.
En 1981, il est nommé chef de la division financière du FOSIDEC, poste qu’il occupera jusqu’en 1983 où il devient conseiller financier du secrétaire-général de la CEAO.
En juillet 1985, il rejoint la CEDEAO (Communauté économique des États de l'Afrique de l'Ouest) à Lagos au Nigeria où il occupe le poste de secrétaire exécutif adjoint chargé des affaires Économiques. Son mandat à ce poste est renouvelé en 1989, par le conseil des ministres de cette organisation.
En 1993, Kadré Désiré Ouédraogo est nommé vice-gouverneur de la Banque centrale des États de l'Afrique de l'Ouest (BCEAO) à Dakar au Sénégal.

### Carrière politique
Le 6 février 1996, Kadré Désiré Ouédraogo est nommé Premier ministre, chef du gouvernement du Burkina Faso, poste qu’il occupera jusqu’au 6 novembre 2000, après avoir été successivement reconduit dans ses fonctions après les élections législatives de mai 1997 et les élections présidentielles de novembre 1998.
Il a exercé cumulativement les fonctions de ministre de l'Économie et des Finances de septembre 1996 à juin 1997.
Il a été élu député à l'Assemblée nationale du Burkina Faso aux législatives de mai 1997.
De 2001 à 2011, Kadré Désiré Ouédraogo est ambassadeur extraordinaire et plénipotentiaire du Burkina Faso à Bruxelles avec compétence sur le royaume de Belgique, le royaume des Pays-Bas, le grand-duché de Luxembourg, le Royaume-Uni de Grande-Bretagne et d'Irlande du Nord, et l'Irlande. Il est aussi représentant permanent auprès de l'Union européenne, de l'Organisation pour l'interdiction des armes chimiques (OIAC), et de 2001 à 2004, auprès de l'Organisation mondiale du commerce (OMC).
Lors de son mandat d'ambassadeur, il fut président du Comité des ambassadeurs ACP (Organisation des États d'Afrique, des Caraïbes et du Pacifique). Au cours de cette période, il a présidé le comité des ambassadeurs et différents groupes de travail comme ceux sur le coton ou sur l'avenir des groupes ACP. Il a également mis son expertise à profit dans l'organisation du 6e sommet des chefs d'État et de gouvernement ACP qui a eu lieu à Accra en 2008. Conformément aux dispositions de l'Accord de Cotonou, il a aussi participé à l'envoi de missions ACP dans différents pays (Tchad, Djibouti et Mauritanie).
De 2012 à 2016, Kadré Désiré Ouédraogo a été président de la Commission de la CEDEAO à Abuja au Nigeria.

## Distinctions
- Kadré Désiré Ouédraogo a été élevé au grade de grand officier de l'Ordre national le 11 décembre 1996 puis à la dignité de grand-croix de l'Ordre national le 8 décembre 2016 à Ouagadougou[8].
- Il a reçu une distinction honorifique comme commandeur de l'ordre du Mérite du Conseil international du sport militaire[9] en 2000, à Ouagadougou.
- Il a été élevé au grade de grand officier de l'ordre national du Bénin à Cotonou le 24 octobre 2014[10].
- Il a été élevé au grade de commandeur de l'ordre national du Sénégal à Dakar le 18 février 2016[11].
- Il a été élevé au grade de commandeur de l'ordre national de Côte d'Ivoire le 17 mars 2016 à Abidjan[12].
- Il a été élevé au grade de commandeur de l'ordre du Mono (Togo) le 9 mars 2016 à Lomé[13].

### Élection présidentielle de 2020
À la suite de plusieurs messages et appels, Kadré Désiré Ouédraogo a décidé de répondre aux différentes sollicitudes des populations Burkinabè en se présentant comme candidat à l'élection présidentielle de 2020. En septembre 2020, Kadré Désiré Ouédraogo est officiellement investi par son parti Agir Ensemble.